# Goiás
Goiás (GO) (udtales:go'jajs) er en brasiliansk delstat, placeret midt i landet i regionen Centro-Oeste. Hovedstaden hedder Goiânia og delstaten grænser op til Tocantins, Bahia, Minas Gerais, Mato Grosso do Sul og Mato Grosso og omslutter Distrito Federal.
- Wikimedia Commons har flere filer relateret til Goiás

15°53′S 49°50′V / 15.88°S 49.83°V